# Musée catalan des arts et traditions populaires
Le musée des arts et traditions populaires, également connue sous le nom de Casa Pairal, est un musée situé dans la ville de Perpignan, dans le Roussillon, au nord de la Catalogne. Depuis 2002, il possède le label Musée de France.
Il est situé au Castillet à Perpignan, sur la place de Verdun, entre le quai Sadi-Carnot et la rue Louis-Blanc où se trouve l'entrée principale.

## Historique
En 1914, la Société d'archéologie et de l'histoire du Roussillon propose de créer un musée d'antiquités roussillonnaises rassemblant une grande collection d'objets en tout genre. Après la Première Guerre mondiale, à partir de 1927, la Colla del Rossello fait appel aux dons auprès de tous ceux qui possèdent des vestiges du passé, comme des coiffes catalanes, châles, pièces de costume catalan.
La première exposition se tient le 18 mai 1941 sous le nom de Musée du Roussillon. Cette collection fut établie par Horace Chauvet et Charles Daliès.
Après la dissolution de la Colla del Rossello, les pièces de la collection sont léguées à la Société agricole scientifique et littéraire du département en 1945, ce qui ne manquera pas d'attirer l'attention de Georges Henri Rivière, directeur du musée des arts et traditions populaires de Paris.
Le musée catalan des Arts et traditions populaires a été fondé en 1963 par le maire de la ville, Paul Alduy, et l'adjoint au maire, Lluís Lliboutry. Josep Deloncle, qui fut le premier conservateur, était chargé de trouver du matériel à exposer, qui ne peut cependant pas être exposé en totalité, faute de place.

## Salles d'expositions
Afin de montrer les différentes formes de vie de l'ancien Roussillon, il existe une salle consacrée à l'agriculture et d'autres aux menstrales, aux meubles, aux objets de la maison, aux fêtes, au vin, aux âges des hommes ou à la vie religieuse. Les figures de Pau Casals et du soi-disant évêque des Catalans, Juli Carsalade du Pont, se démarquent.

### Atouts majeurs
Le costume traditionnel, l'outillage des travaux agricoles, le transport et la vie domestique et religieuse font partie des thèmes des collections. Ils couvrent principalement les années 1800 jusqu'aux années 1950, avec quelques incursions dans les années 1400 et 1800. La variété des matériaux et des objets qui les composent est combinée à la diversité des cuirs et textiles, des œuvres graphiques sur toile, papier ou parchemin, des métaux et alliages, du bois, des lapidaires et des céramiques variées. Par exemple, l'entreprise possède plusieurs collections d'artisans et d'ateliers, ainsi qu'une collection de poupées Bella, de véhicules hippomobiles et de barques catalanes (pour certaines navigatrices). La cuisine du mas del Gleix datant de 1631 y a été reconstruite.

### Thèmes des collections (détail)
Différentes collections sont présentes, couvrant ainsi les Arts religieux plus précisément l'Art religieux populaire catalan, mais également les costumes, habitat, mobilier, métiers et outils, pratiques religieuses et collectives, sans oublier les instruments.

## Exposition permanente
Le musée s'articule en trois salles qui retracent les grands événements et les personnalités qui ont marqué l'histoire de la ville. Le visiteur peut y trouver des vestiges culturels, des illustrations ou des textes bilingues en français et en catalan. Créée en collaboration avec les différents musées de Perpignan, la collection est régulièrement retravaillée pour retracer l'histoire animée de la ville.